# 닌텐도
닌텐도 주식회사는 교토에 본사가 위치한 일본의 다국적 비디오 게임 기업이다. 비디오 게임기와 비디오 게임을 제작하고 출시한다.
시초는 1889년 장인 야마우치 후사지로가 설립한 닌텐도 가루타로, 본래 '하나후다'라고 불리는 일본 전통 화투패를 생산하는 가공업으로 시작했다. 1960년대부터 여러 사업분야를 전전하며 공개회사로 전환했고, 1977년에 첫 비디오 게임기 컬러 TV 게임을 생산하면서 전자오락산업에 진출했다. 1981년에 발매한 《동키콩》과 1985년에 발매한 게임기 패밀리 컴퓨터 및 게임 《슈퍼 마리오 브라더스》를 기점으로 전세계적인 명성을 얻기 시작했다.
이후로 게임보이, 슈퍼 패미컴, 닌텐도 DS, Wii, 닌텐도 스위치 등 비디오 게임 산업 역사상 최고의 성적을 거둔 게임기들을 출시했다. 또한 《마리오》, 《동키콩》, 《젤다의 전설》, 《포켓몬스터》, 《동물의 숲》, 《별의 커비》, 《메트로이드》, 《슈퍼 스매시 브라더스》, 《스플래툰》, 《스타폭스》, 《파이어 엠블렘》, 《제노블레이드 크로니클스》 등 대형 비디오 게임 프랜차이즈들을 전개했으며 국제적 마스코트 마리오를 보유한다. 2022년 기준으로 전세계에 비디오 게임 540억 장, 게임기 판매량 8억 대 이상을 판매했다.
닌텐도는 레트로 스튜디오스나 모놀리스 소프트같은 일본 및 해외 지역의 지사들을 소유했으며 HAL 연구소와 포켓몬 컴퍼니같은 협력사와 교류한다. 닌텐도는 가장 부유하고 가치있는 일본기업 순위의 최상위에 속하며, 닌텐도 및 소속 직원들은 기술공학에미상, 더 게임 어워즈, 게임 개발자 선택 수상식과 영국 아카데미 게임상에서 다양한 종목에서 수상받았다 (카르몬 (음악 그룹)).

## 역사
닌텐도는 1889년 9월 23일, 공예가 출신 장인 야마우치 후사지로가 일본 교토시 시모교구에 '닌텐도 카루타'라는 사명의 기업을 설립해면서 시작했다. 초기에는 가내수공업 형태로 일본의 전통 화투 '하나후다'를 손으로 제작해 만들어 팔았다. 일본의 큰 판돈이 걸린 도박판에서 속임수를 방지하기 위해서 새로운 판이 시작할 때마다 화투를 교체했기 때문에 수요는 폭발적이었다. 1902년, 일본 최초로 서양의 트럼프 카드를 제작했으며 1907년에 이르러 서양식 카드를 대량 생산하는 회사로 입지를 굳혔다. 일본의 담배소금공사와 협상을 통해 담배 상점에서도 서양식 카드를 판매하며 판매망을 넓혀서 일본 최대의 카드 회사가 되었다. 1947년 주식회사 마루후쿠(丸福, Marufuku)를 교토에 설립했다.
1949년, 당시 21세인 야마우치 히로시는 사장이었던 외조부가 병으로 갑자기 쓰러지자 와세다대학을 중퇴하고 3대 사장으로 취임했다. 히로시의 취임을 기점으로 닌텐도의 사업은 화투 외에 분야로 확장하기 시작했다. 1953년, 일본 최초로 플라스틱으로 코팅한 트럼프를 생산했다. 1956년 미국 월트디즈니 사와 캐릭터 사용권에 대한 협약을 맺고 1959년 디즈니의 캐릭터가 들어간 트럼프를 출시하여 성공했다. 사업다각화를 시도하여 운수업, 러브호텔, 인스턴트 식품산업 등 틈새시장에 진출했으나 실패했다. 1962년에 주식을 상장하고 1963년 현재 사용하는 사명 '닌텐도 주식회사'로 변경했다, 1966년에 '울트라 핸드' 출시와 함께 장난감 산업에도 시작해, 울트라 머신, 러브 테스터, 코우센주 시리즈같은 인기 장난감들을 제조했다.
1970년대부터는 비디오 게임 회사로 변모하여 가정용과 업무용의 컴퓨터 게임기의 개발을 개시하였다. 1979년, 뉴욕시에 미국 지사가 설립됐으며 아케이드 게임 개발전담부서가 개설됐다. 1983년 발매된 거치형 게임기 '패밀리 컴퓨터'의 게임 소프트웨어를 출시했다. 1985년에 선보인 게임기 패밀리 컴퓨터과 비디오 게임 《슈퍼 마리오 브라더스》가 세계적으로 열풍을 일으켜 비디오 게임 기업로서 널리 알려지게 되었다. 1990년에 슈퍼 패미컴을 출시하며 높은 점유율을 유지했다. 1996에 발매한 닌텐도 64는 경쟁기기 소니의 플레이스테이션과 세가의 세가 새턴에 밀려 하락세를 겪었으나, 휴대용 게임기 게임보이와 게임보이 컬러는 1990년대 내내 고수익을 자랑했다. 1996년에는 프랜차이즈 《포켓몬스터》를 원소스-멀티유즈 상품으로 제작해 수익원을 확보했다.
2002년에는 가정용 게임기 게임큐브를 선보였으며 소니, 마이크로소프트와 더불어 비디오 게임 업계의 3강 구도를 형성했다. 2006년 7월 7일, 대한민한국에 현지 법인을 설립하였으며 휴대용 게임기 닌텐도 DS를 2007년 1월 18일에 발매했다. 2008년 4월, 가정용 게임기 Wii를 선보였다. 2011년에 닌텐도 3DS, 2013년에 닌텐도 2DS, 2014년에 뉴 닌텐도 3DS를 각각 출시했다. 2016년 1월, 복합형 게임기 닌텐도 스위치를 전 세계에 최초로 공개했다.
2010년대에 스마트폰을 포함한 모바일 게임 시장의 우세로 매출이 하락세를 겪어 2011년 상반기 적자를 기록했다. 2015년 3월에 스마트폰 게임사업에 진출하여 2016년 7월 스마트폰용 게임 《포켓몬 고》를 출시했다. 닌텐도의 관계회사로는 닌텐도판매 주식회사, 한국닌텐도(대한민국) 등 16개 사가 있다. 2019년 3월 기준 종업원 수는 5,944명이다.

## 기업구조

### 이사회 및 집행임원

#### 이사회
| 직급                   | 이름              | 상세                                                     |
| ---------------------- | ----------------- | -------------------------------------------------------- |
| 대표이사, 사장         | 후루카와 슌타로   | 빈칸                                                     |
| 대표이사, 펠로(fellow) | 미야모토 시게루   | 빈칸                                                     |
| 이사, 전무집행임원     | 다카하시 신야     | - 닌텐도 기획제작본부 부장 - 개발관리지원 슈퍼바이저     |
| 이사, 상무집행임원     | 시바타 사토루     | - 홍보부장 - 라이센싱 부장 - 국제 커뮤니케이션부 대표    |
| 이사, 상석집행임원     | 시오타 고         | - 닌텐도 기술개발본부 부장 - 하드웨어 개발부 부장        |
| 사외이사               | 크리스 멜러댄드리 | 일루미네이션 CEO                                         |
| 이사                   | 요시무라 다쿠야   | - 감사위원 - 총무부 차장 - 법률부 부장 - 도쿄사무소 부장 |
| 사외이사               | 우에야마 카츠히로 | 감사위원                                                 |
| 사외이사               | 야마자키 마사오   | 감사위원                                                 |
| 사외이사               | 신카야 아사       | 감사위원                                                 |

#### 집행임원
| 직급         | 이름              | 상세                                                              |
| ------------ | ----------------- | ----------------------------------------------------------------- |
| 상석집행임원 | 야마토 사토시     | 닌텐도 판매 주식회사 사장                                         |
| 상석집행임원 | 신시 히로카즈     | 제조사업부 부장                                                   |
| 상석집행임원 | 코이즈미 요시아키 | 닌텐도 기획제작본부 차장                                          |
| 집행위원     | 데즈카 다카시     | 엔터테인먼트 기획개발부 부장                                      |
| 집행위원     | 무라카미 하지메   | - 재정행정부 부장 - 재무부 부장 - 결제시스템관리부 부장 - IR 대표 |
| 집행위원     | 벳푸 유스케       | - 사업개발부 부장 - 스마트디바이스부 부장                         |
| 집행위원     | 야마기시 켄타로   | - 총무부 부장 - 품질보증과 대표                                   |
| 집행위원     | 더그 바우저       | 닌텐도 오브 아메리카 사장                                         |
| 집행위원     | 스테판 볼         | 닌텐도 오브 유럽 사장                                             |

### 부서
닌텐도의 사내 연구개발 부서들은 총 세 개의 대분류로 나뉜다.
1. 닌텐도 기획제작본부 (약자 EPD): 닌텐도의 주요 소프트웨어 개발제작부서. 2015년에 정보개발본부와 기획개발본부가 병합해 설립. 닌텐도 비디오 게임, 소프트웨어 개발, 제작 및 감독. 전무이사는 다카하시 신야. 직원 800명 이상이 소속돼 닌텐도에서 가장 인원이 많은 부서.
2. 닌텐도 기술개발본부 (약자 PTD): 닌텐도의 가정용 게임기 및 휴대용 게임기 하드웨어 개발. 2015년에 종합개발본부와 시스템개발본부가 병합해 설립. 닌텐도 네트워크 유지보수, 운영체제 및 사내개발환경 개발. 전무이사는 시오타 고.
3. 닌텐도 비즈니스개발본부 (약자 NBD): 각 게임기 사업에 대한 사업전략 개선. 스마트 장치 관련 사업 감독.

### 지사

#### 닌텐도 유한회사
닌텐도 유한회사는 일본 교토시에 위치한 본사로, 전세계 지역의 사업 총괄관리와 일본 내 영업관리를 한다. 현재 본사는 2000년 미나미구로 이사온 곳이며, 그 이전에 사용했던 히가시야마구는 교토 연구개발부서가 사용하고 있다.
역사상 닌텐도 본사 모습
- 교토 시모교구 (1889-1933)
- 교토 시모교구 (1933-1959)
- 교토 히가시야마구 (1959-2000)
- 교토 미나미구 (2000–현재)

#### 닌텐도 오브 아메리카

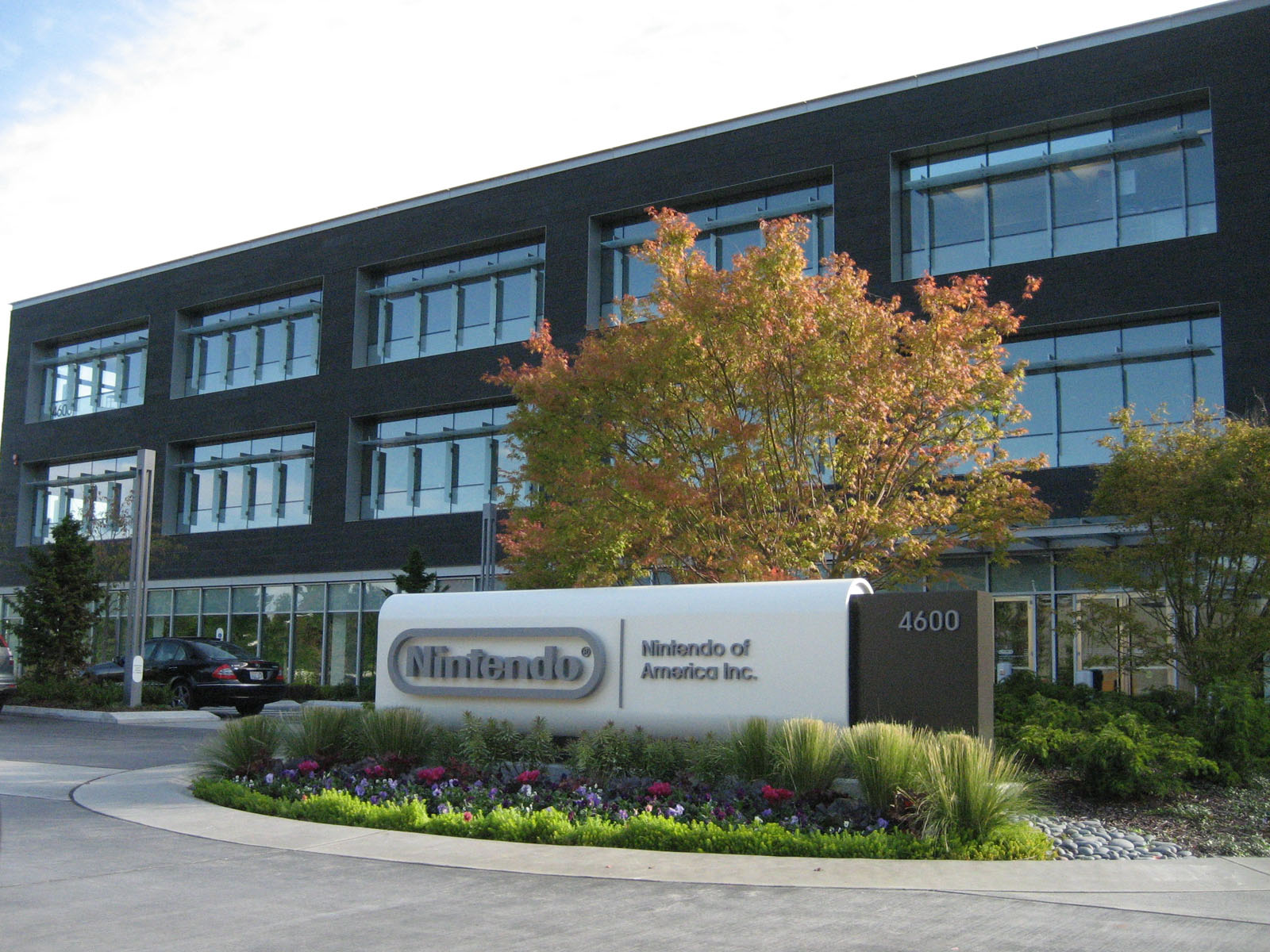
워싱턴주 레드먼드의 닌텐도 오브 아메리카 본사

닌텐도의 북미 지사 닌텐도 오브 아메리카(Nintendo of America, 약자 NoA)는 1980년에 설립됐다. 야마우치 히로시는 사위 아라카와 미노루를 북미 지사장으로 임명했으며 그의 아내 야마우치 요코도 직원으로 채용했다.

### 자회사
닌텐도의 연구개발 대부분은 일본 국내에서 이뤄지지만 미국, 유럽과 중국에도 닌텐도의 소프트웨어 및 하드웨어 제품을 위한 개발시설이 존재한다. 이들은 모두 실질적으로 닌텐도 자회사이나 '이와타씨에게 묻다' 인터뷰같은 보도에서는 명목상으로 닌텐도와 공동개발하는 외부인력으로 분류하기도 한다. 닌텐도 소프트웨어 테크놀로지(NST)와 닌텐도 테크놀로지 디벨롭먼트(NTD)는 미국 워싱턴주 레드먼드, NERD는 프랑스 파리, 닌텐도 네크워크 서비스 데이터베이스(NSD)는 일본 교토에 위치한다.
거의 모든 퍼스트 파티 비디오 게임 개발은 일본 내에서 진행된다. 예외 개발사들로 2002년에 인수한 미국의 레트로 스튜디오스와 2021년 인수한 캐나다의 넥스트 레벨 게임스가 있다. 이 개발사들은 모드 닌텐도의 자회사이나 닌텐도 내 개발부서 닌텐도 기획제작본부와 협력개발된 비디오 게임에선 외부인력으로 분류되기도 한다. 1-UP 스튜디오와 엔디큐브는 일본 도쿄에 위치하며 모놀리스 소프트는 지사를 도쿄에 1사, 교토에 1사 두고 있다.
또한 닌텐도는 크리처스, 게임 프리크와 함께 합자회사 포켓몬을 설립해 《포켓몬스터》 브랜드를 관리한다. HAL 연구소와는 워프스타 유한회사를 설립해 애니메이션 《별의 커비》같은 매체를 제작했다. 닌텐도는 기업 포켓몬의 주식 32%, 워프스타의 50%을 송ㅍ한다.
닌텐도는 총 26개의 자회사를 보유하며 2022년 3월 연간보고서 기준으로 21사가 보도됐다.
- 닌텐도 오브 아메리카
- 닌텐도 오브 캐나다
- 닌텐도 오브 유럽 SE
- 닌텐도 RU LLC.
- 닌텐도 오스트레일리아 Pty Ltd.
- 한국닌텐도
- 닌텐도 홍콩 Limited
- 닌텐도 세일즈 Co., Ltd.
- 닌텐도 테크놀로지 디벨롭먼트 Inc.
- 닌텐도 소프트웨어 테크놀로지
- 레트로 스튜디오스
- 넥스트 레벨 게임스
- 닌텐도 유럽 연구개발 SAS
- iQue Ltd (중국)
- 엔디큐브 Co., Ltd
- 1-UP 스튜디오 Inc.
- 모놀리스 소프트 Inc.
- 마리오 클럽 Co., Ltd.
- SRD Co., Ltd.
- 닌텐도 픽처스
- 닌텐도 시스템즈 Co., Ltd.

### 추가 유통업체
중국에서는 2002년에 설립한 조인트 벤처 회사인 센유케지가 닌텐도 64의 동일한 성능으로 제작한 '아이큐 플레이어의 시작으로, 닌텐도가 아닌 'iQue'라는 브랜드로 중국전역 시장을 맡았다가 닌텐도가 합작지분을 모두 인수 인계하였다. 2019년 12월에 닌텐도는 중국의 거대 미디어 기업인 텐센트와의 계약으로 닌텐도 스위치를 현지에 정식출시한다고 발표하였다.

## 사업

### 게임 소프트 사업
닌텐도는 하드웨어와 소프트웨어 개발을 함께 하는 비즈니스를 하고 있다. 하드웨어에 관해서는 견고성과 내구성을 중시하고 있다.
일찌기 하드웨어 개발 책임자를 맡고 있던 타케다 겐요에 의하면, 그것은 어린이 유저를 배려한 것으로, 게임기가 망가져 버렸을 때에 「내가 망가뜨렸다」가 아니고, 「멋대로 망가졌다」가 되어 버리는 사태를 예측한 후의 설계 문화가 완성되고 있다.
닌텐도 하드웨어의 견고함을 현저하게 보여주는 사례로서 걸프전에서 폭격에 휘말린 게임보이가 정상적으로 동작한 사례가 있다.
닌텐도 명의의 외부용의 개발은 실시하지 않지만, 주식회사 덴츠와의 합병으로 외부용의 개발을 전업으로 한 닌텐도의 자회사 「주식회사 마리오」를 설립한 적이 있어, 닌텐도의 개발 스탭을 그대로 이용하고 있다.
또, 주식회사 산리오의 게임 회사인 캐릭터 소프트의 「헬로 키티 월드」와 「산리오 카니발 2」의 개발을 실시하고 있었다.
2000년대 중기의 닌텐도DS와 Wii 시대부터는 '게임 인구 확대'를 기본 전략으로 하여 폭넓은 세대를 대상으로 한 하드웨어와 소프트웨어를 개발하고 있다.
전 대표이사 사장 이와타 사토시는 2004년의 경영방침 설명회 중에서 유저의 게임 기피에 의한 게임 시장 축소의 현상과 숙련자, 초보자 사이의 의식의 괴리에 대해 언급해 그 타개책으로서 터치 패널이나 음성 인식 기능을 탑재한 닌텐도 DS를 제작해 전원이 같은 스타트라인에 세우는 것을 목표로 했다고 말하고 있다.
덧붙여 근년은 「게임 인구의 확대」의 정의를 펼쳐 그 타개책으로서 터치 패널이나 음성 인식 기능을 탑재한 닌텐도 DS를 제작해 전원이 같은 스타트라인에 대해 언급하고 있다.
닌텐도는 유료 추가 콘텐츠라는 비즈니스를 부인하지 않고 있었는데 대표이사 사장을 맡고 있던 이와타의 시대에서는 고액 과금을 유발하는 「뽑기 과금」에 대해서는, 일시적으로 높은 수익을 얻을 수 있었다고 해도 유저와의 관계가 오래 계속 된다고는 생각하지 않기 때문에, 「뽑기 과금」은 실시하지 않는다고 밝혔다.

### 스마트 디바이스 사업
2016년 방송된 『Miitomo』에서 스마트기기 게임 비즈니스를 전개하고 있다. 이 사업 단체에서의 수익화를 실현한 후에, 게임 전용기 사업과의 상승효과를 낳아 닌텐도의 사업 전체의 최대화를 목표로 하고 있다.
게임 앱의 판매 방식에 대해서는「매진형「아이템 과금형 이 있지만 게임의 종류에 따라서 구분해서 사용한다고 하고 있다.또한 "아이템 과금형" 게임에 대해 일반적으로는 "Free to Play(플레이 무료, 무료로 놀 수 있다)"라는 말이 이용되지만, 닌텐도는 게임의 가치를 유지하고 싶다는 관점에서 "Free to Start(시작하는 것은 무료)"라는 호칭을 사용하고 있다.

### 지적 재산의 활용
닌텐도에 있어서 세계에서 지지를 받는 풍부한 IP(지적재산)를 보유하고 있는 것은 강점 중 하나이다.이전까지는 그러한 캐릭터 IP를 게임외에서 이용하는 것에 소극적인 입장을 취하고 있었지만, 2014년 이후는 그 방침을 전환해 적극적으로 활용하게 되었다[78].
활용예의 하나로서 다양한 게임과 연동시킬 수 있는 피규어 「amiibo」의 판매를 2014년 12월부터 전개하고 있다.이 amiibo가 매장에 진열됨으로써 닌텐도 캐릭터의 존재감을 유지하는 효과도 기대되고 있다. 또 유니버설 파크 & 리조트 또는 테마파크를 등용하였고, 영상 컨텐츠화, 상품화 등 다양한 계획을 예정하고 있다.

### 완구의 제조·판매
화투·트럼프·카루타(백인일수)·마작·장기·바둑을 만들어 판매하고 있다.

### 이전에 행하던 사업
상기의 완구외, 이전에는 울트라 핸드, 울트라 머신(영어판), 러브 테스터, 광선총 시리즈, 템빌리온등의 독자 제품이나, 룰렛, 야구반, 보드 게임, 트위스터(라이센스 생산), 조립식 코스터, 조립 블록, 트랜시버, 무선 조종 자동차, 인형이라고 하는 완구를 제조·판매하고 있었다.

## 주요 제품
- 컬러 TV 게임 (1977년)

#### 카트리지형
- 패밀리 컴퓨터 (1983년)
- 슈퍼 패미컴 (1990년)
- 닌텐도 64 (1996년)
- 컬러 TV 게임 (1977년)

#### 디스크형
- 닌텐도 게임큐브 (2001년)
- 닌텐도 Wii (2006년)
- 닌텐도 Wii U (2012년)

#### 게임보이 시리즈
- 게임보이 (1989년)
- 게임보이 어드밴스 (2001년)
- 게임보이 어드밴스 SP (2003년)
- 게임보이 미크로 (2005년)

#### NDS 시리즈
- 닌텐도 DS (2004년)
- 닌텐도 DS 라이트 (2006년)
- 닌텐도 DSi (2008년)
- 닌텐도 DSi LL (XL) (2009년)

#### 2DS, 3DS 시리즈
- 닌텐도 3DS (2011년)
- 닌텐도 3DS LL (XL) (2012년)
- 닌텐도 2DS (2013년)
- 뉴 닌텐도 3DS, 뉴 닌텐도 3DS LL (XL) (2014년)
- 뉴 닌텐도 3DS LL (XL) (2017년)

#### 게임&워치시리즈
- 실버 시리즈 (1980년, 5,800엔)
본체 전면이 은빛으로 첫 모델의 시리즈이다. '실버 시리즈'라는 명칭은 '골드 시리즈'가 발매되면서 부여되었다.
- 골드 시리즈 (1981년, 5,800엔)
본체 전면이 금빛으로 알람 기능과 스탠드가 장착.
- 와이드 스크린 (1981년, 6,000엔)
화면 크기가 1.7배 넓어짐. 모드 버튼도 화면 하단에서 오른쪽 상단으로 옮겨졌다.
- 멀티 스크린 (1982년, 6,000엔)
닌텐도DS 같은 반으로 접히는 형태로 해외 발매를 포함, 게임이 가장 많다.
- 뉴 와이드 스크린 (1982년, 4,800엔)
와이드 스크린의 후기 발매 시리즈.
- 컬러 스크린 테이블 탑 (1983년, 7,800엔)
고정식으로 빛을 거울에 반사하여 조명으로 사용, 컬러 액정 표시를 실현하였다.
- 파노라마 스크린 (1983년, 6,000엔)
컬러 스크린 테이블 탑을 휴대 가능한 크기로 만든 개량형.
- 슈퍼 컬러 (1984년, 6,000엔)
세로로 긴 형태로 컬러 필름을 통해 컬러로 표시한다. 게임 수는 2가지만 출시되었다.
- 마이크로 시스템 vs (1984년, 6,000엔)
가로를 늘린 형태로 2개의 컨트롤러가 붙어 대전을 할 수 있다.
- 크리스털 스크린 (1986년)
해외에서만 발매가 되었다. 액정의 반사판이 없고 화면이 투명하다.
- 미니 클래식 (1998년)
크리스털 스크린처럼 해외에서만 발매가 되었으며, 열쇠고리 크기로 만든 복각판이다. 멀티 스크린 형태도 있다.
- Game&Watch 슈퍼 마리오브라더스 (2020년, 대한민국 기준 59,800원)
슈퍼 마리오 35주년 기념으로 발매되었다. 슈퍼 마리오브라더스, 슈퍼 마리오 브라더스 2, 볼의 마리오 버전이 수록되었다.

### 하이브리드 게임기
- 닌텐도 스위치 (2017년)
- 닌텐도 스위치 라이트 (2019년)
- 닌텐도 스위치 링피트 (2020년)
- 닌텐도 스위치 OLED (2021년)

## 주요 프랜차이즈 게임
- 마리오
- 젤다의 전설
- 포켓몬스터
- 동물의 숲
- 스플래툰
- 별의 커비

## 역대 회장
- 1대 야마우치 후사지로 (山内房治郎, 1889년 ~ 1929년) - 창업자
- 2대 야마우치 세키료 (山内積良, 1929년 ~ 1949년 2월 2일) - 야마우치 후사지로의 양아들
- 3대 야마우치 히로시 (山内 溥, 1949년 4월 25일 ~ 2002년 5월 23일) - 야마우치 후사지로의 증손자, 역대 최장
- 4대 이와타 사토루 (岩田 聡, 2002년 5월 24일 ~ 2015년 7월 11일)
- 5대 기미시마 다쓰미 (君島達己, 2015년 7월 12일 ~ 2018년 6월 27일)
- 6대 후루카와 슌타로 (古川 俊太郎, 2018년 6월 28일 ~ 현재)

## 같이 보기
- 한국 닌텐도
- 비디오 게임
- 세가
- 플레이스테이션
- XBOX
- 마리오
- 닌텐도 스위치

## 참조

### 주해
1. ↑  7,136명 중 2,765명은 닌텐도 주식회사 직고용. 나머지 4,371명은 자회사 소속.
2. ↑  일본어: 任天堂株式会社, 영어: Nintendo Co., Ltd., 문화어: 닌뗀도
3. ↑  일본어: 任天堂骨牌